# Діоклетіан
Гай Авре́лій Вале́рій Діоклетіа́н (лат. Gaius Aurelius Valerius Diocletianus Augustus; ім'я при народженні — Діокл; 22 грудня 244 — 3 грудня 311) — римський імператор, що правив у 284—305 роках. Був одним з найвизначніших правителів у римській історії. Його численні реформи, як успішні, так і відверто невдалі, докорінно змінили устрій Римської імперії на багато років. Перебуваючи в похилому віці, став першим римським імператором, що добровільно склав із себе повноваження.
З іменем Діоклетіана пов'язане закінчення Кризи III століття, п'ятдесятирічного періоду, впродовж якого владу в Римській імперії захоплювали здебільшого воєнні генерали на чолі своїх військ. Оскільки у такий спосіб прийшов до влади й сам Діокл, він усвідомлював небезпечність концентрації імперської влади в одних руках.
Тому у 286 році Діоклетіан призначив своїм співправителем Максиміана, доручивши йому контроль за всією частиною західної Імперії. Згодом, у 293 році, ще двоє людей, Галерій та Констанцій, отримали титули цезарів. Так територія Римської імперії була поділена на чотири зони впливу, згідно з системою, що дістала назву Тетрархія.
Разом з правлінням Діоклетіана почався новий період в організації римської влади. На заміну старій системі, принципату, де правитель був формально лише першим серед рівних (принцепсом), було започатковано систему, що дістала назву домінат, де правитель був оголошений домінусом (паном або господарем). Імператор більше не спирався на підтримку Сенату, повністю взявши управління країною в свої руки.
Діоклетіан розширив і відокремив між собою цивільну та військову служби, реорганізував провінційні адміністрації та створив найбільш бюрократизований уряд в історії Риму. З 297 року імперське оподаткування було стандартизовано та стало рівним незалежно від провінції, що сприяло швидшому стягненню податків. Нові адміністративні центри в Нікомедії, Медіолані, Антіохії й Августі Треверорум взяли на себе роль традиційної столиці в Римі.
Проте не всі реформи Діоклетіана виявилися вдалими. Едикт про максимальні ціни став справжньою катастрофою для римської економіки та був скасований через певний час. До того ж, за правління Діоклетіана почалося сумнозвісне Велике гоніння — останнє та наймасштабніше переслідування християн у Римській імперії.
Ослаблений через хвороби, 1 травня 305 року Діоклетіан добровільно склав із себе імператорські повноваження, ставши першим римським імператором, який добровільно зрікся своєї посади. Останок своїх днів він жив у своєму палаці на далмацькому узбережжі, доглядаючи за овочевими садами. Його маєток — Палац Діоклетіана — згодом став ядром сучасного міста Спліт.

## Життя до влади

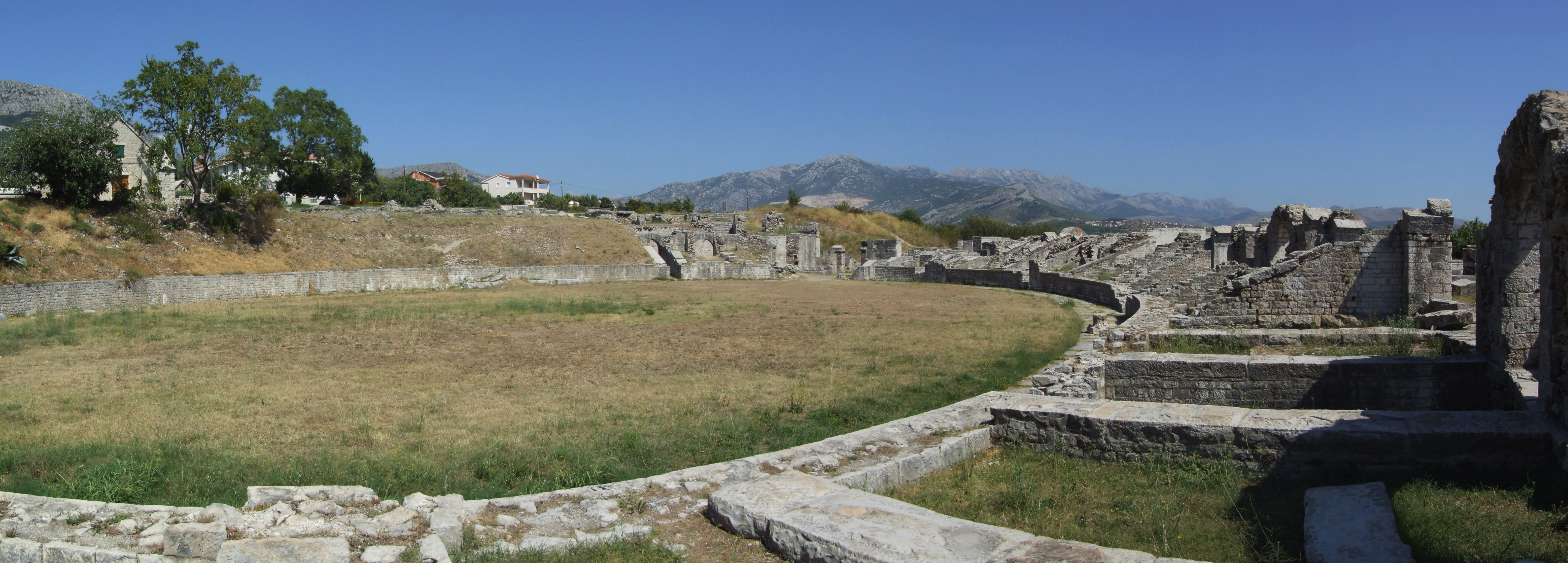
Панорама амфітеатру в Салоні

Діоклетіан народився близько 245 року в місті Салона, що в Далмації (теперішній Солін у Хорватії), і походив з нижчих соціальних верств (батько його був вільновідпущеником). Отже, римський імператор Діоклетіан був онуком раба. Тімоті Барнс вважає датою народження Діоклетіана 22 грудня. Ім'я його було Діокл (або Валерій Діокл), яке, ставши імператором, він змінив на ім'я Діоклетіан. Почавши службу простим солдатом при Галлієні, він швидко піднімався по кар'єрних сходах, а здійснюючи походи з одного кінця Римської імперії в інший, знайомився зі станом справ в державі. Перебуваючи в Галлії зі своїм легіоном, він, за переказами, отримав від однієї друїдки пророкування, що стане імператором, якщо вб'є кабана (лат. Aper). При Пробі він вже був намісником в Мезії. Коли імператор Кар вирушив на війну з персами, Діоклетіан супроводжував його як командир доместиків (лат. Comes domesticorum). Коли ж Кар по ту сторону Тигра раптово помер, а був з ним син його, Нумеріан, був підступно убитий своїм тестем, префектом преторія Аррієм Апром, на березі Босфору, в Халкедоні, солдати закували Апра в кайдани, а їх начальники проголосили імператором Діоклетіана (17 вересня 284 р).

## Правління

### Характеристика періоду
Діоклетіан починає собою нову епоху в Римській імперії перш за все тим, що з його часу імператорська влада стає не тільки de facto, а й de jure необмеженою, абсолютною монархічною владою, домінатом. Імператор вже анітрохи не поділяє її з сенатом; він сам — джерело всієї влади, він вище всіх законів; всіх мешканців імперії, якого б звання вони не були.
Не всі плани Діоклетіана були успішними: указ про максимальні ціни (301), його спроби «приборкати» інфляцію через контроль над цінами була контрпродуктивною і швидко стали ігноруватися. Незважаючи на те, що Діоклетіанівська система управління була ефективною, коли він правив, тетрархічна система розсипалася невдовзі після його зречення через конкуренцію династичних вимог Максенція і Костянтина, дітей Максиміана та Констація відповідно. Переслідування Діоклетіана (303–11), останнє, наймасштабніше і найкровопролитніше офіційне переслідування християнства, яке, тим не менш, не знищило християнську імперську спільноту. Навпаки, після 324 р. стало привілейованою релігією імперії під її першим християнським імператором Костянтином Великим.
Незважаючи на ці невдачі і проблеми, реформи Діоклетіана докорінно змінили структуру римського імператорського уряду і допомогли стабілізувати імперію в економічному і військовому відношенні, дозволивши імперії залишатися практично недоторканою ще на 150 років, незважаючи на те, що вона знаходилася на межі краху в молоді роки Діоклетіана.

### Зміцнення імперії
Першим актом нового імператора була власноручна страта Апра перед військом. Він не чіпав нікого зі своїх ворогів, затвердив їх на посадах і, перемігши в Мезії Карина, іншого сина імператора Кара, навіть здивував сучасників своєю лагідністю, зовсім не звичайною в Римі у переможців в міжусобних війнах. Перемогою над Каром було відновлено єдність імперії; але оскільки обставини були важкі, то Діоклетіан взяв собі в помічники свого старого друга Максиміана, давши йому спочатку титул Цезаря, а після придушення їм селянського повстання багаудів в Галлії (285) — і титул Августа (286). Поки Максиміан захищав Галію від германців, Діоклетіан був зайнятий на сході; забезпечуючи безпеку кордонів імперії в Азії і в Європі. Спочатку з Нікомедії, де він перебував в кінці 285 і на початку 286 років, Діоклетіан рушив до Сирії, щоб владнати справи з Персією; коли ж обставини на Сході стали сприятливими для Риму, він повернувся з Азії в Європу, щоб захистити лінію Дунаю від нападів сарматів. Йому вдалося відстояти колишній кордон вздовж Дунаю — (Дакію) і закріпити за Римом провінцію Ретію. Тріумфальне прибуття в Рим імператори відклали, але прийняли кожен по новому епітету: Діоклетіан став додавати до свого імені Jovius (Юпітер), а Максиміан — Herculius (Геркулес). Перемігши сарацинів (аравійських бедуїнів), що спустошували кордон Сирії, Діоклетіан знову повернувся до Європи (в кінці 290 року).
На початку 291 р., на нараді в Медіолані з Максиміаном, що прибув туди з Галлії, було прийнято рішення обрати двох Цезарів, причому вибір припав на Констанція Хлора і Галерія Максиміана. Залучення до імператорської влади двох нових осіб було викликано тим, що, за постійних війн і повстань в різних частинах держави, два імператори не мали можливості для того, щоб впоратися зі справами. Для скріплення взаємного зв'язку з новими імператорами Діоклетіан і Максиміан входять з ними в найближчу спорідненість: Констанцій, розлучившись з Оленою, матір'ю Костянтина, одружується на пасербиці Максиміана Феодорі й отримує в управління Галлію і Британію; Галерій, теж розлучившись зі своєю колишньою дружиною, бере в дружини дочку Діоклетіана Галерію Валерію і отримує в управління всю Іллірію. Спеціально Максиміану, крім загального нагляду за всім Заходом, надано було управління Італією, Африкою і Іспанією. Області до Сходу від Італії залишилися під опікою Діоклетіана. При цьому він привернув до себе 18-річного Костянтина, Констанціева сина від Олени, який слідував за ним усюди в його походах на Сході. Урочисте долучення двох цезарів до імператорської влади відбулося 1 березня 293 р.

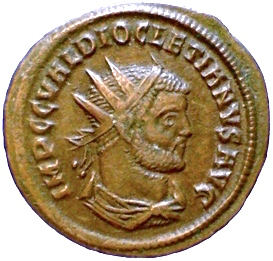
Антонініан Діоклетіана

Поділ імперії на чотири частини призвів до перетворення всього провінційного управління. Імперія була роздроблена на велику кількість округів управління, але так, що відома їх сума була підпорядкована веденню більшого урядового центру. Вся імперія була розподілена на 12 діоцезів, кожен з яких був розділений на такі провінції: найменший, Британія — на чотири провінції, а найбільший, Схід (Oriens) — на 16. Такий вид управління вимагав збільшення числа чиновників, що відповідно призводило до збільшення податків населення. Проте, ця реформа відповідала потребам часу і була збережена після Діоклетіана. Зміна Діоклетіанової системи управління провінціями відбулася тільки за Юстиніана I.
На околицях імперії в той час відбувались наступні події: в Британію узурпатора Караузія, якого доти повинні були терпіти Діоклетіан з Максиміаном, вдалось змістити Констанцію; як і заспокоїти Галлії. Максиміану довелося захищати рейнські кордону від вторгнень германців (296 р.), а в наступному році — втихомирювати маврів в Африці.
Галерію довелось захищати, під головним керівництвом самого Діоклетіана, кордон на нижньому Дунаї, де германські й слов'янські племена: язиги, карпи, бастарни і ютунги проводили постійні напади на причорноморські кордони імперії. Здобувши перемогу на південному сході Європи, Діоклетіан змушений був вирушити до Єгипету, який перебував у той час в руках узурпатора Ахіллея.
Після восьмимісячної облоги, Діоклетіан заволодів Александрією і жорстоко покарав александрійців і взагалі єгиптян за зраду (298). Разом з тим Діоклетіан вжив заходів до більш зручного управління Єгиптом, розділивши його на три провінції (Фіваїду, Aegyptus Jovia і Aegyptus Herculia), і для схилення народної маси на бік римського уряду — роздавав хліб біднякам за громадський рахунок.
До цього ж часу відноситься також едикт, яким було наказано зібрати всі старовинні книги, які вчили того, як робити золото і срібло, і спалити їх. Це пояснювалось бажанням Діоклетіана знищити джерело багатства, а разом з тим і зарозумілості єгиптян. Нарешті, за допомогою договору з блемміямі і нобатами він убезпечив південний кордон Єгипту від нападів цих варварських племен, обіцяючи платити їм щорічну данину. Під час єгипетського походу, він доручив Галерію піти в Месопотамію проти персів, що воювали в той час з претендентом на незалежний вірменський престол(під протекторатом римлян), Тірідатом. Галерій зазнав невдачі і втік до Діоклетіана, що йшов від Антіохії на допомогу, який, як покарання, змусив його пройти в пурпурі цілу милю пішки за його екіпажем. Другий похід Галерія був вдаліший. Він розбив ущент персів у Вірменії і змусив їх поступитися римлянам п'ятьма провінціями по ту сторону Тигра (298).

## Релігійні гоніння

### Перші переслідування
По завершенню Нісибіського миру Діоклетіан і Галерій повернулись в Сирійську Антиохію. В 299 році імператори беруть участь в церемонії жертвопринесень і гадань, у спробах передбачити майбутнє. Харупи не змогли прочитати нутрощі тварин, що були принесені в жертву і звинуватили християн в імперському домі. Імператори наказали всім членами суду принести жертву для очищення палацу, вони відправили листи і воєнне командування з вимогою, щоб уся армія виконала необхідні жертви. Діоклетіан був консервативним у питаннях релігії — людиною, що була вірною традиційному римському пантеону, що розуміла вимоги релігійного очищення, але Євсевій, Лактантій і Костянтин заявляють, що саме Галерій, а не Діоклетіан був головним прибічником чистки, і його найбільшим бенефіціаром. Галерій, ще більш відданий і пристрасний, ніж Діоклетіан, бачив політичну перевагу в політиці переслідування. Він був готовий порушити урядову політику бездіяльності з цього питання.
Антіохія була головною резиденцією Діоклетіана з 299 до 302 рр., а Галерій помінявся місцями з його Августом на Середньому та Нижньому Дунаї. Діоклетіан відвідав Єгипет одного разу, взимку 301—302, і випустив зерновий посібник в Александрії. Після деяких громадських суперечок з маніхейцями, Діоклетіан наказав, щоб провідні послідовники Мані були спалені заживо разом зі своїми писаннями. 31 березня з Александрії він оголосив, що маніхейці з низького статусу мають бути страчені, а маніхейців високого статусу слід відправити на роботу в кар'єри Проконнесу (острів Мармара, Туреччина) або шахти Фаено в Південній Палестині. Вся маніхейська власність повинна бути конфіскована і депонована в імперській скарбниці.
Діоклетіану не подобалась релігія маніхейців: її новизна, її чуже походження, те, як вона спотворювала мораль римської раси і її невід'ємне протистояння давнім релігійним традиціям. Маніхейство також підтримувалося Персією в той час, посилюючи релігійну незгоду з міжнародною політикою.
За винятком підтримки персів, причини, через які йому не подобалось маніхейство, однаково, якщо не більше, можна застосувати й до християнства — його наступної мети.

### Велике переслідування
Найменше йому пощастило в турботах про підтримку язичництва як державної релігійної системи і в запеклій боротьбі з християнством. У сам рік його смерті едикт Костянтина Великого надав право вільного переходу в християнство всякому охочому. Оцінка особистості і діяльності Діоклетіана різна у язичницьких і християнських письменників. Але і язичницькі письменники дорікають йому за введення східної пишноти в придворний етикет і за той зарозумілий ореол, яким він оточив персону римського імператора, вимагаючи, щоб перед ним падали ниць, і виступаючи перед підданими, як божество. Речовим пам'ятником його діяльності залишилися в Римі колосальні руїни терм Діоклетіана, побудованих, за переказами, засудженими на смерть християнами.

## Розвиток металургійних промислів
За часів римського імператора Діоклетіана (III—IV ст.) були побудовані численні металургійні підприємства, кузні, збройові майстерні.

## Останні роки

### Підсумки правління. Повернення до приватного життя
Таким чином поступово був відновлений мир як всередині, так і на кордонах держави, чого вже давно не було в імперії. Час Діоклетіана тому проголошувалося сучасними риторами «поверненням золотого століття». Після двадцяти напружених років імператор з'явився, нарешті, в Римі, але скупість веселощів, даних ним народу, викликала загальні глузування. Незабаром Діоклетіан залишив Рим і вирушив у свою улюблену резиденцію в Нікомедії. В дорозі він захворів і за порадою Галерія урочисто відмовився від влади в Нікомедії, 1 травня 305 р. Галерій і Констанцій отримали титул августів, а в цезарі були зведені Север і Максимін.

### Смерть
Залишок життя Діоклетіан провів на батьківщині в Іллірії, в своєму маєтку в Салоні, де самотньо прожив 8 років. На спробу Максиміана і Галерія переконати його повернутися до влади колишній імператор відповів відмовою, зауваживши, між іншим, що якби вони бачили капусту, яку він виростив, то не стали б приставати до нього зі своїми пропозиціями. Останні роки Діоклетіана були затьмарені не тільки фізичними стражданнями, а й грубістю по відношенню до нього нових правителів (особливо Костянтина). Діоклетіан помер за нез'ясованих обставин (за Аврелієм Віктором — від отрути, за Лактанцієм — від голоду і журби, за Євсевієм — після тривалої хвороби і від дряхлості) в 313 р.

## Титули
Діоклетіан носив спеціальні титул перемоги: Germanicus Maximus («великий переможець германський»), Sarmaticus Maximus («великий переможець Сарматський») з 285 р.; Persicus Maximus («великий переможець Персії») з 295 р.; Britannicus Maximus («великий переможець британський»), Carpicus Maximus («великий переможець карпів») з 297 р.; Armenicus Maximus («великий переможець Вірменії»), Medicus Maximus ("«великий переможець Мідії»), Adiabenicus Maximus («великий переможець адіабенський») з 298 р.

## Персонаж народних легенд
Масштабні переслідування християн за правління Діоклетіана сприяли перетворенню імператора на персонажа народних легенд, поширених на Балканах за середньовіччя та нового часу, в яких підступний «цар Дуклян» є втіленням самого диявола, здатний від ненависті до Бога і сонце вкрасти з небокраю. За одним з переказів, Дуклян зрештою був ув'язнений в річці Морача поблизу Діоклеї. Кожного року злий цар нібито перегризає свої вериги, але вправні циганські ковалі виковують йому нові.